# Çatılı, Aydınlar
Çatılı là một xã thuộc huyện Aydınlar, tỉnh Siirt, Thổ Nhĩ Kỳ. Dân số thời điểm năm 2008 là 190 người.